# Mindy Kaling
Vera Mindy Chokalingam (Cambridge, Massachusetts; 24 de junio de 1979) es una actriz, comediante, escritora y productora estadounidense. Es conocida por sus papeles en Virgen a los 40 (2005) y en la serie de The Office (2005). También protagonizó la serie The Mindy Project.

## Primeros años
Kaling Vera Chokalingamnació en Cambridge, Massachusetts. Sus padres nacieron en Tamil, India. Su padre, Avu, es un arquitecto y su madre, Swati, es una obstetra, ginecóloga.
Mindy explica que se llama así desde que su madre estaba embarazada y vivían en Nigeria. Planeaban mudarse a los EE. UU., por lo que su madre quería un "bonito nombre de América" para su hija, y le gustó el nombre de Mindy del programa de televisión Mork & Mindy. Vera es el nombre de la "encarnación de una Diosa Hindú".
Se graduó en 1997 de Buckingham Browne y Nichols, una escuela privada de Cambridge. Al año siguiente entró en el Dartmouth College, donde fue miembro de la compañía de comedia de improvisación "The Dog Day Players" y del grupo a capela "El Rockapellas", la creadora de la tira cómica "Badly Drawn Girl" de Dartmouth (diario de la universidad), así como la escritora de la Dartmouth Jack-O-Lantern (la revista humorística de la universidad). Se graduó en 2001. 
En 2003, interpretó a Ben Affleck en una obra titulada "Matt y Ben", que también coescribió junto a Brenda Cruz. La obra fue nombrada en la revista "Time" en la lista "Top Ten Theatrical Events of The Year" (Top ten eventos teatrales del año).

## Carrera
Entre los papeles televisión incluye un episodio de 2005 de Curb Your Enthusiasm, como asistente de Richard Lewis. Kaling también escribió para un episodio de Saturday Night Live en abril de 2006.
Su primer papel cinematográfico fue en Virgen a los 40, protagonizada por Steve Carell. También hizo una aparición en la película Unaccompanied Minors como camarera.
Entre 2005 y 2011 personificó a Kelly Kapoor en The Office junto a Steve Carell, John Krasinski, Angela Kinsey y Brian Baumgartner. Kaling se unió como guionista cuando tenía 24 años, como la única mujer en un equipo de ocho personas y luego asumió el papel de personaje Kelly Kapoor. Ha escrito al menos 22 episodios, como "Niágara", por la que fue co-nominada a un Emmy con Greg Daniels. Kaling también escribió y dirigió los webisodios "La sexualidad sutil" en 2009. En una entrevista en 2007 con el A.V. Club, declaró que el personaje de Kelly es "una versión exagerada de lo que los escritores de nivel superior creían que era su personalidad".
De igual forma, prestó su voz para el papel de Desagrado en la película de 2015 Inside Out, e interpretó a Sarah en la película "La noche anterior" (2015).
Escribió algunos episodios de The Office:
1. "Hot girl" (26 de abril de 2005) - Primera temporada.
2. "The dundies" (20 de septiembre de 2005) - Segunda temporada.
3. "The injury" (12 de enero de 2006) - Segunda temporada.
4. "Take your daughter to work day" (16 de marzo de 2006) - Segunda temporada.
5. "Diwali" (2 de noviembre de 2006) - Tercera temporada.
6. "Ben Franklin" (1 de febrero de 2007) - Tercera temporada.
7. "Branch wars" (1 de noviembre de 2007) - Cuarta temporada.
8. "Night Out" (24 de abril de 2008) - Cuarta temporada.
9. "Frame Toby" (10 de noviembre de 2008) - Quinta temporada.
10. "Lecture circuit: Part 1" (5 de febrero de 2009) - Quinta temporada.
11. "Lecture circuit: Part 2" (12 de febrero de 2009) - Quinta temporada.
12. "Golden ticket" (12 de marzo de 2009) - Quinta temporada.
13. "Niagara" coescrito con Greg Daniels (8 de octubre de 2009) - Sexta temporada.
14. "Secret Santa" (10 de diciembre de 2009) - Sexta temporada.
15. "The manager and the salesman" (11 de febrero de 2010) - Sexta temporada.
16. "Secretary's day" (22 de abril de 2010) - Sexta temporada.
17. "The sting" (21 de octubre de 2010) - Séptima temporada.
18. "Classy Christmas" (9 de diciembre de 2010) - Séptima temporada.
19. "Michael's last dundies" (21 de abril de 2011) - Séptima temporada.

Dirigió dos episodios de The Office
1. "Body language" (29 de abril de 2010) - Sexta temporada.
2. "Michael's last dundies" (21 de abril de 2011) - Séptima temporada.

Actuó en Night at the Museum: Battle of the Smithsonian. 
También puso su voz al personaje de "Tourist Mom" en la comedia animada Despicable Me. En 2011 desempeñó el papel de Shira en la película No Strings Attached, una médica que es un compañera de piso y su colega es Emma (interpretada por Natalie Portman).
Antes de actuar, una de sus peores experiencias laborales fue como asistente de producción en el programa Crossing Over With John Edward.
Kaling tiene un blog llamado “Things I’ve Bought That I Love" (Cosas que he comprado y me encantan).
Es la autora de la biografía cómic "Is Everyone Hanging Out Without Me? (And Other Concerns)". Es una colección de ensayos sobre sus primeros años y profesional entrelazada con breves ensayos de observación de sus amigos, familia y relaciones, anexada el 31 de octubre de 2011 en un episodio de The Daily Show. La actriz también participó en la película The End of the World (2013).

## Vida personal
En diciembre de 2017, Kaling dio a luz a una hija, Katherine Swati, cuyo padrino es su amigo cercano, B. J. Novak. Kaling ha preferido no revelar la identidad del padre, ni siquiera a gente de su entorno. Su segundo hijo, Spencer, nació el 3 de septiembre de 2020.

### Acusación de acoso laboral y sexual
En enero de 2023, después de que se transmitió un episodio de la serie Velma el cual fue objeto de críticas por mostrar un beso lésbico de Vilma y Daphne, resurgió un vídeo de 2015 de Kaling siendo entrevistada por Conan O'Brien en su programa Late Night with Conan O'Brien. Allí, Kaling dijo haber besado sin consentimiento al actor Lee Pace en una grabación de The Mindy Project: «Lo que hice fue improvisar y besarlo en la escena, algo que no estaba en el guión», declaró la actriz. Kaling fue duramente criticada por abuso de poder, acoso laboral y sexual hacia Pace, y de amenazar a los productores del programa con despedirlos si mencionaban el incidente a los medios.

## Filmografía

### Cine
| Año  | Título                                         | Papel                    | Director                  |
| ---- | ---------------------------------------------- | ------------------------ | ------------------------- |
| 2005 | Virgen a los 40                                | Amy                      | Judd Apatow               |
| 2006 | Unaccompanied Minors                           | Empleada del restaurante | Paul Feig                 |
| 2007 | License to Wed                                 | Shelly                   | Ken Kwapis                |
| 2009 | Night at the Museum: Battle of the Smithsonian | Profesora                | Shawn Levy                |
| 2010 | Despicable Me                                  | Madre turista            | Pierre CoffinChris Renaud |
| 2011 | No Strings Attached                            | Shira                    | Ivan Reitman              |
| 2012 | Eternamente comprometidos                      | Vaneetha                 | Nicholas Stoller          |
| 2012 | Wreck-It Ralph                                 | Taffyta Muttonfudge      | Rich Moore                |
| 2013 | This Is the End                                | Ella misma               | Seth RogenEvan Goldberg   |
| 2015 | Inside Out                                     | Disgust                  | Pete Docter               |
| 2015 | Riley's First Date?                            | Disgust                  | Josh Cooley               |
| 2015 | The Night Before                               | Sarah                    | Jonathan Levine           |
| 2018 | A Wrinkle in Time                              | Sra. Who                 | Ava DuVernay              |
| 2018 | Ocean's 8                                      | Amita                    | Gary Ross                 |
| 2019 | Late Night                                     | Molly Patel              | Nisha Ganatra             |
| 2021 | Locked Down                                    | Kate                     |                           |

### Televisión
| Año        | Título               | Papel                      | Cadena    |
| ---------- | -------------------- | -------------------------- | --------- |
| 2005-2013  | The Office           | Kelly Kapoor               |           |
| 2005       | Curb Your Enthusiasm | Asistente de Richard Lewis |           |
| 2012- 2017 | The Mindy Project    | Dr. Mindy Lahiri           |           |
| 2014       | Sesame Street        | Ella Misma                 |           |
| 2015       | The Muppets          | Ella Misma                 |           |
| 2017       | Animales             | Sandy (Voz)                |           |
| 2018       | Future-Worm!         | Voces adicionales          |           |
| 2018       | Champions            | Priya Patel                |           |
| 2021       | The Morning Show     | Audra                      | Apple TV+ |
| 2023       | Velma                | Velma                      | HBO Max   |

## Premios y nominaciones
| Año  | Premio                           | Categoría                                     | Por               | Resultado |
| ---- | -------------------------------- | --------------------------------------------- | ----------------- | --------- |
| 2005 | Premios WGA                      | Nuevas series                                 | The Office        | Nominada  |
| 2005 | Premios WGA                      | Series de comedias                            | The Office        | Nominada  |
| 2006 | Premios del Sindicato de Actores | Actuación de reparto en una serie de comedia  | The Office        | Ganadora  |
| 2006 | Premios WGA                      | Series de comedia                             | The Office        | Ganadora  |
| 2006 | Premios Emmy                     | Serie de comedia                              | The Office        | Ganadora  |
| 2007 | Premios del Sindicato de Actores | Actuación de reparto en una serie de comedia  | The Office        | Ganadora  |
| 2007 | Emmy Awards                      | Comedia de serie                              | The Office        | Nominada  |
| 2007 | Premios WGA                      | Episodio de comedia por "Local Ad"            | The Office        | Nominada  |
| 2007 | Premios WGA                      | Serie de comedia                              | The Office        | Nominada  |
| 2008 | Premios del Sindicato de Actores | Actuación de reparto en una serie de comedia  | The Office        | Nominada  |
| 2008 | Premios Emmy                     | Serie de comedia                              | The Office        | Nominada  |
| 2008 | Premios WGA                      | Series de comedia                             | The Office        | Nominada  |
| 2009 | Premios Prism                    | Actuación en series de comedia                | The Office        | Nominada  |
| 2014 | Teen Choice Awards               | Mejor actriz de comedia                       | The Mindy Project | Nominated |
| 2014 | Premios Gracie                   | Actriz destacada - Comedia                    | The Mindy Project | Won       |
| 2014 | Premios NAACP Image              | Serie de Comedia Destacada                    | The Mindy Project | Nominated |
| 2014 | Premios TCA                      | Logro destacado en Comedia                    | The Mindy Project | Nominated |
| 2014 | Premios TCA                      | Logro Individual en la Comedia                | The Mindy Project | Nominated |
| 2015 | Premios Satellite                | Mejor actriz en un Musical o serie de Comedia | The Mindy Project | Won       |
| 2015 | Readers Choice Awards            | Mejor libro de Humor                          | Why Not Me?       | Won       |
| 2018 | Teen Choice Awards               | Mejor actriz en Fantasia                      | A Wrinkle in Time | Nominated |
| 2019 | Teen Choice Awards               | Actriz de Cine de Verano                      | Late Night        | Nominated |
| 2019 | People's Choice Awards           | Estrella de cine Favorita de comedia          | Late Night        | Nominated |
| 2022 | Tony Awards                      | Mejor Musical                                 | A Strange Loop    | Won       |